# ティボー3世 (ブロワ伯)
ティボー3世（フランス語：Thibaud III, 1012年 - 1089年）は、ブロワ伯（在位：1037年 - 1089年）、モー伯およびトロワ伯（在位：1066年 - 1089年）。1044年にアンジュー伯ジョフロワ・マルテルに捕らえられ、自身の解放の引き換えにトゥレーヌ伯領をジョフロワ2世に譲った。また、シャンパーニュ伯領内での権力を増強させるため甥トロワ伯ウード3世のノルマン・コンクエストへの関与を利用した。

## 生涯
ティボー3世はブロワ伯ウード2世とエルマンガルド・ドーヴェルニュの間に生まれた。1037年に父ウード2世が死去し、ティボーはブロワ、トゥール、シャルトル、シャトーダン、サンセール、シャンパーニュのシャトー＝ティエリ、プロヴァンおよびサン＝フロランタンを継承した。一方、弟エティエンヌ2世はモー、トロワおよびヴィトリ＝ル＝フランソワを継承した。1044年までに、アンジュー伯ジョフロワ・マルテルがトゥールを攻撃し、ティボーはトゥールを解放しようとした。祖両者はヌイで衝突し、ティボーは捕らえられ、解放と引き換えにトゥレーヌ伯領を手放すこととなった。これ以降、ブロワ家の拠点はシャンパーニュに移った。
1054年、ティボーはイヴォアでフランス王アンリ1世と会見を行った神聖ローマ皇帝ハインリヒ3世に臣従の礼を取った。ティボーは再び皇帝に近づくことができ、権力が増大し自身を宮中伯と呼ぶようになった。
ティボーの甥トロワ伯ウード2世は、ウィリアム1世の軍に入り、イングランドのノルマン・コンクエストに参加した。ティボーはウードの留守を利用し、シャンパーニュにおける自身の権力の増強をはかった。ティボーはヴァロワ伯ラウール4世の娘と結婚したことで、さらに強大な権力を得た。1074年以降、ティボーは息子エティエンヌ2世にブロワ、シャトーダンおよびシャルトルの管理を委ねた。
ティボーは1089年に死去し、フランス王フィリップ1世はブロワとシャンパーニュを分割してティボーの息子たちに継承させた。

## 結婚と子女
ティボーはメーヌ伯エルベール1世の娘ガルサンドと結婚し、1男をもうけた。1048年に離婚し、ガルサンドはアルベルト・アッツォ2世・デステと再婚した。
- エティエンヌ2世（1045年 - 1102年）[2] - ブロワ伯

2度目にヴァロワ伯ラウル4世とアデライード・ド・バル＝シュル＝オーブの娘アデルと結婚し、4子をもうけた。
- フィリップ - シャロン＝シュル＝マルヌ司教[6]
- ウード5世（1062年頃 - 1093年）[6] - トロワ伯
- ユーグ（1074年 - 1126年）[6] - シャンパーニュ伯[7]
- アヴォワーズ - アヴォワーズ・ド・ガンガンの名で知られている。トレギエ伯エティエンヌ・ド・パンティエーヴルと結婚[8]。初代リッチモンド伯アランの母。